# 우주미사일방어사령부
미국 육군 우주미사일방어사령부(United States Army Space and Missile Defense Command (SMDC))는 우주전과 탄도 미사일 추격 및 방어에 특화된 미국 육군의 주요사령부 중의 하나이다.

## 역사
1968년 미국 육군의 미사일 방어국에서 세이프가드 대탄도미사일의 설계를 시작하였다.
1970년에 세이프가드 대탄도미사일을 운용할 전용 시설의 건설을 민간 건설업체에서 수주하고 기공식을 하였다. 약 4년 6개월 동안의 건설하였다.
1973년 9월, 세이프가드 대탄도미사일 체계의 설계를 위해 웨스턴 일렉트릭과 계약을 맺어 설계 작업에 착수하였다.
1974년 5월 20일, 미국 국방부 기관인 탄도미사일방어기구와 예하조직으로 탄도미사일방어프로그램청(BMDO)과 육군 휘하에 탄도미사일방어체계사령부(BMDSCOM)가 설립되었다. 9월 27일에 웨스턴 일렉트릭 회사의 대표자들이 샤이엔산 복합체의 탄도유도탄방어센터에서 세이프가드 시설을 탄도미사일방어체계사령부로 양도하였다. 탄도유도탄방어체계사령부는 이듬해 1975년에 시설을 가동하여 운용하기 시작하였다.
1984년 7월 1일, 탄도미사일방어기구가 전략방위구상조직(SDIO)의 예하조직으로 지정되고, 이듬해 1985년 7월 1일 미국 육군의 전략방어사령부로 재편성되었다.
1992년 8월, 육군우주사령부와 전략방어사령부가 합쳐져 우주전략방어사령부를 편성하고, 5년 후의 1997년 10월 1일에 미국 육군 우주미사일방어사령부로 개명되었다.
1999년, 콜로라도주 포트 카슨에서 첫번째 우주대대를 편성하였다.
2002년 10월 1일, 미국 전략사령부의 육군근무구성사령부가 되었다.
2005년, 콜로라도주 페터슨 공군기지에서 제1우주여단이 창설되었다.
2019년 9월 11일, 제53통신대대와 G-6 SATCOM국을 합치고, 태스크 포스 이글(Task Force Eagle)을 기반으로 위성운영여단을 편성하였고, 제임스 디킨슨 중장은 10월 15일에 열린 2019년 우주미사일방어 심포지엄에서 미래전센터를 바꿔서 우주미사일방어CoE를 설립하였다고 발표하였다.
2019년 11월 26일, 미국 상원은 대니얼 L. 캐블러 소장의 중장으로 승진하고, 미국 육군 우주미사일방어사령부의 차기 사령관으로 임명하는 안건을 승인하였다.
미국 우주군으로 우주 기반 첩보감시정찰(ISR) 대응권한이 넘겨짐에 따라 우주작전여단은 2021년 10월 1일에 전군하였다. 위성통신부대인 제53통신대대 또한 우주군에 제53우주작전대대로서 2022년 8월 15일에 전군하였다.

## 조직

### 작전부대

#### 현재
- 제1우주여단 - 콜로라도주 페터슨 공군기지; 2005년, 창설
- 제100미사일방어여단 (GMD) - 콜로라도주, 페터슨 우주군기지
- 우주비행사파견대

#### 이전
- 우주작전여단 (옛 위성운영여단) 2021년 10월 1일
  - 제53통신대대 (위성관제) - 콜로라도주 페터슨 공군기지; 2005년 10월 16일 ~ 2022년 8월 15일[8]
    - A중대 - 미국 매릴랜드주 포트 데트릭
    - B중대 - 미국 매릴랜드주 포트 조지 G. 미드
    - C중대 - 독일 란트슈툴
    - D중대 - 하와이 와하이아와
    - E중대 - 일본 오키나와 포트 버크너
    - 위성교신운영소

  - 광역위성교신지원소

### 기관
- 우주미사일방어센터(CoE)
  - 적성개발융합국 (Capability Development Integration Directorate)
  - 우주미사일방어학교 (Space and Missile Defense School)
  - 운영국 (Operations Directorate)
  - 육군우주인사개발청 (Army Space Personnel Development Office)
- 기술원 (Technical Center)
  - 우주전략체계국 (Space and strategic Systems Directorate)
  - 항공미사일방어국 (Air and Missile Defense Directorate)
  - 로널드 레이건 탄도미사일 방어실험장 (RTS) - 마셜 제도
  - 비지니스 관리청 (Business Management Office)

## 계보

### 우주미사일방어사령부
- 1985년 7월 1일 - Headquarters, U.S. Army Strategic Defense Command (USASDC)→미국 육군 전략방어사령부, 본부
- 1992년 8월 - U.S. Army Space and Strategic Defense Command (SSDC)→미국 육군 우주전략방어사령부
- 1997년 - U.S. Army Space and Missile Defense Command (SMDC)→미국 육군 우주미사일방어사령부

### 우주사령부
- 1984년 9월 - Army Staff Field Element→육군참모야전부대
- 1985년 9월 - Army Space Planning Group→육군우주계획단
- 1986년 - U.S. Army Space Agency (USASA)→미국 육군 우주국
- 1988년 - U.S. Army Space Command (ARSPACE)→미국 육군우주사령부

## 역대 사령관
사령관은 2005년 1월에 가동된 콜로라도주 슈리버 우주군 기지에 있는 통합미사일방어 합동기능구성군사령관(JFCC-IMD) 직책을 겸임한다.
| 사진 | 계급 | 성명                                             | 취임일          | 이임일          |
| ---- | ---- | ------------------------------------------------ | --------------- | --------------- |
|      | 중장 | John F. Wall 존 F. 월[*]                         | 1985년 7월 1일  | 1988년 5월      |
|      | 중장 | Robert D. Hammond 로버트 D. 하몬드[*]            | 1988년 8월      | 1992년 6월      |
|      | 중장 | Donald M. Lionetti 도널드 M. 라오넷티[*]         | 1992년 8월      | 1994년 9월      |
|      | 중장 | Jay M. Garner 제이 M. 가너[*]                    | 1994년 9월      | 1996년 10월     |
|      | 중장 | Edward G. Anderson 에드워드 G. 앤더슨[*]         | 1996년 10월     | 1998년 8월      |
|      | 중장 | John Costello 존 코스텔로[*]                     | 1998년 10월     | 2001년 3월      |
|      | 중장 | Joseph M. Cosumano Jr. 조지프 M. 코스마노 Jr.[*] | 2001년 4월      | 2003년 12월     |
|      | 중장 | Larry J. Dodgen 래리 J. 도드젠[*]                | 2003년 12월     | 2006년 12월     |
|      | 중장 | Kevin T. Campbell 케빈 T. 캠벨[*]                | 2006년 12월     | 2010년 12월     |
|      | 중장 | Richard P. Formica 리처드 P. 포미카[*]           | 2010년 12월     | 2013년 8월      |
|      | 중장 | David L. Mann 데이비드 L. 만[*]                  | 2013년 8월      | 2017년 1월      |
|      | 중장 | James H. Dickinson 제임스 H. 디킨슨[*]           | 2017년 1월      | 2019년 12월 2일 |
|      | 중장 | Daniel L. Karbler 대니얼 L. 캐블러[*]            | 2019년 12월 2일 | 임기중          |

## 같이 보기
- 미사일 방어국
- 국가 미사일 방어
- 미국 육군의 방공
- 미국 우주감시네트워크

## 참고 자료
- “USASMDC/ARSTRAT Organization Chart” (PDF) (영어). SMDC Public Affairs. 2016년 12월 22일에 원본 문서 (PDF)에서 보존된 문서. 2018년 3월 30일에 확인함.
- “Army Space & Missile Defense Command”. 《globalsecurity.org》 (영어). 2023년 5월 19일에 확인함.